# Robinsonecio gerberifolius
Robinsonecio gerberifolius là một loài thực vật có hoa trong họ Cúc. Loài này được T.M.Barkley & Janovec miêu tả khoa học đầu tiên năm 1996.